# Harry L. Rattenberry
Harry L. Rattenberry (Sacramento, 14 dicembre 1857 – Hollywood, 9 dicembre 1925) è stato un attore statunitense del cinema muto.

## Filmografia
- The White Squaw, regia di Henry McRae - cortometraggio (1913)
- The Prairie Trail, regia di Henry MacRae - cortometraggio (1913)
- Her Husbands - cortometraggio (1914)
- All Aboard, regia di Al Christie - cortometraggio (1915)
- Changed Lives, regia di Otis Turner - cortometraggio (1915)
- How Doctor Cupid Won Out, regia di Al Christie - cortometraggio (1915)
- Un uomo segnato (A Marked Man), regia di John Ford (1917)
- The Learnin' of Jim Benton, regia di Clifford Smith (1917)
- Indiscreet Corinne, regia di John Francis Dillon (1917)
- Il giglio selvatico (M'liss), regia di Marshall Neilan (1918)
- Playing the Game, regia di Victor Schertzinger (1918)
- La diva del tabarin (The Delicious Little Devil), regia di Robert Z. Leonard (1919)
- Ah! sposiamoci subito! (The Poor Simp), regia di Victor Heerman (1920)
- The Broken Spur, regia di Ben F. Wilson (1921)
- Watch Your Step, regia di William Beaudine (1922)
- The Weak-End Party, regia di Broncho Billy Anderson (1922)
- Soul of the Beast, regia di John Griffith Wray (1923)
- The Printer's Devil, regia di William Beaudine (1923)
- Zeb vs. Paprika, regia di Ralph Ceder (1924)